# 斡难河卫
斡难河卫，中国明代在东北地区所置羈縻卫之一。朝廷冊封當地酋長為名義上的官員（类似于土司），管理当地各部族，其首領大多為蒙古族世襲領袖。
明太祖洪武二十五年（1392年），明军兵锋抵达斡难河（今鄂嫩河），蒙古佥枢密院事安達納哈出在彻彻儿山大败于明军。
明成祖永乐四年（1406年）二月，明朝在斡难河流域设立斡难河卫。辖境相当于涅尔琴斯克（今属俄罗斯外贝加尔边疆区，清代称尼布楚）西南鄂嫩河流域。也是明初设置的奴尔干都司（1409年-1434年）境内最西边的卫。永乐八年（1410年），明成祖北征本雅失里，四月抵达阔滦海（今呼伦湖），五月抵达斡难河。刻石勒铭：“斡海为铎，天山为锷，一扫胡尘，永清沙漠”。后废。

### 文献
- 《明实录》 太祖实录
- 谭其骧等：《中国历史地图集》